# Stilpon gussakovskii
Stilpon gussakovskii är en tvåvingeart som beskrevs av Igor Shamshev 2005. Stilpon gussakovskii ingår i släktet Stilpon och familjen puckeldansflugor. Inga underarter finns listade i Catalogue of Life.